# Epinephelus undulatostriatus
Epinephelus undulatostriatus, thường được gọi là cá mú Maori, là một loài cá biển thuộc chi Epinephelus trong họ Cá mú. Loài này được mô tả lần đầu tiên vào năm 1866.

## Phân bố và môi trường sống
E. undulatostriatus có phạm vi phân bố giới hạn ở Tây Nam Thái Bình Dương. Loài này được tìm thấy tại bờ đông nước Úc, từ phía nam bang Queensland đến khắp bang New South Wales. Nó cũng đã được ghi nhận tại đảo Lord Howe và sống núi ngầm Lord Howe. Một mẫu vật được cho là của một cá thể lang thang, đã được ghi nhận tại đảo Kangaroo ở Nam Úc. Một ghi nhận về loài này ở Việt Nam cầu được xác minh lại. Cá trưởng thành sống xung quanh các rạn san hô và các bãi đá ngầm ở độ sâu khoảng từ 27 đến 80 m; cá con sống ở vùng nước nông hơn.

## Mô tả
E. undulatostriatus trưởng thành có chiều dài cơ thể lớn nhất được ghi nhận là 65 cm. Thân thuôn dài, hình bầu dục. Cơ thể cá trưởng thành có màu nâu ánh vàng với các vạch chấm màu nâu cam phủ dày đặc khắp đầu và thân, cũng như các vây. Có một vệt màu cam ngay khóe miệng, phía trên hàm trên. Đầu cũng có các dải sọc màu nâu, tỏa ra sau mắt. Vây có viền vàng. Đuôi bo tròn.
Số gai ở vây lưng: 11; Số tia vây mềm ở vây lưng: 15 - 16; Số gai ở vây hậu môn: 3; Số tia vây mềm ở vây hậu môn: 8; Số tia vây mềm ở vây ngực: 17 - 18; Số vảy đường bên: 48 - 56.
Thức ăn của E. undulatostriatus là các loài cá nhỏ hơn, động vật thân mềm và động vật giáp xác. Chúng được đánh bắt trong nghề cá và câu cá giải trí.